# José Dolores Bernal
José Dolores Bernal Mejía (La Ceja, siglo XIX-Medellín, 3 de mayo de 1931) fue un abogado y político colombiano que se desempeñó en dos ocasiones, ambas de manera interina, como Gobernador de Antioquia.

## Reseña biográfica
Nació en el sur de Antioquia, en la población de La Ceja, en fecha exacta desconocida, hijo de Jorge Bernal Bernal y de Catalina Mejía González, siendo el décimo tercero de 14 hermanos. Realizó sus estudios primarios y secundarios en su población natal, para después trasladarse a Medellín a estudiar Derecho, graduándose en 1896.
Comenzó su carrera en el sector público como Juez de Circuito de Santo Domingo, para después ocupar la misma posición en El Retiro, y ser Fiscal de Sonsón y Fiscal de Envigado. En 1906 se convirtió en diputado a la Asamblea Departamental de Antioquia. Desde 1912 estuvo de manera ininterrumpida en los altos cargos de la Secretaría de Gobierno de Antioquia, ya fuera como secretario o como subsecretario. Como Secretario de Gobierno se desempeñó en dos ocasiones como Gobernador encargado de Antioquia; la primera en noviembre de 1929, durante el paso de mando entre los gobernadores Ricardo Jiménez Jaramillo y Pedro José Berrío, y la segunda en agosto de 1930, durante la administración de Camilo Claudio Restrepo Callejas.
Murió en Medellín en mayo de 1931, cuando era Subsecretario de Gobierno. Fue colaborador del periódico La Buena Prensa.